# Karol Ševčík
Karol Ševčík (24. května 1950 Šaľa – 22. září 2019 Pečeňady) byl slovenský fotbalový útočník, od roku 1979 rozhodčí (nejvýše v I. SNFL) a později delegát SFZ v nejvyšší slovenské soutěži.
Zemřel po skončení zápasu 6. nejvyšší slovenské soutěže Pečeňady – Krakovany, jehož se účastnil v roli asistenta rozhodčího.

## Hráčská kariéra

### Evropské poháry
Za Spartak Trnava odehrál jedno celé utkání v Poháru mistrů evropských zemí v ročníku 1973/74. Jednalo se o odvetné čtvrtfinálové utkání mezi domácí Dózsou Újpest a Spartakem Trnava (nerozhodně 1:1, hráno ve středu 20. března 1974). Jelikož stejným výsledkem skončil také úvodní duel v Trnavě, prodlužovalo se a o postupu maďarského mistra nakonec rozhodl penaltový rozstřel (4:3). Za Spartak Trnava proměnili Jozef Adamec, Anton Hrušecký a Karol Ševčík, nedali Karol Dobiaš a Dušan Keketi.

### Prvoligová bilance
V československé lize hrál za trnavský Spartak, aniž by skóroval. Debutoval v utkání, které se hrálo ve středu 6. května 1970 v Košicích a domácí mužstvo VSS v něm se Spartakem hrálo nerozhodně 0:0. Naposled se v I. lize objevil v neděli 14. března 1976 v Trnavě, kde domácí Spartak porazil Jednotu Trenčín 3:0.
| Ročník             | Zápasy | Góly | Minuty | Klub                  |
| ------------------ | ------ | ---- | ------ | --------------------- |
| I. liga 1969/70    | 1      | 0    | 45     | TJ Spartak TAZ Trnava |
| I. liga 1973/74    | 3      | 0    | 225    | TJ Spartak TAZ Trnava |
| I. liga 1975/76    | 1      | 0    | 11     | TJ Spartak TAZ Trnava |
| CELKEM I. ČS. LIGA | 5      | 0    | 281    |                       |